# Cyrtodactylus fraenatus
Cyrtodactylus fraenatus är en ödleart som beskrevs av  Günther 1864. Cyrtodactylus fraenatus ingår i släktet Cyrtodactylus och familjen geckoödlor. Inga underarter finns listade i Catalogue of Life.